# Virginia Slims of Houston
Il Virginia Slims of Houston è stato un torneo femminile di tennis giocato dal 1970 al 1995. Si è disputato a Houston negli USA su campi in sintetico indoor dal 1970 al 1984 e sulla terra rossa dal 1985 al 1995.
La manifestazione ha la peculiarità di essere il primo torneo in assoluto ad entrare nel circuito professionistico femminile, che sarebbe divenuto poi il WTA Tour. Nel 1971, l'evento è stato il torneo inaugurale del Virginia Slims Tour.
Martina Navrátilová deteneva il record sia nel singolare che nel doppio che nel totale delle due specialità.

## Albo d'oro

### Singolare
| Anno | Campionessa             | Finalista               | Punteggio        |
| ---- | ----------------------- | ----------------------- | ---------------- |
| 1970 | Rosemary Casals         | Judy Dalton             | 5–7, 6–1, 7–5    |
| 1971 | Billie Jean King (1)    | Kerry Reid              | 6–4, 4–6, 6–1    |
| 1972 | Non disputato           | Non disputato           | Non disputato    |
| 1973 | Françoise Dürr          | Rosemary Casals         | 6–4, 1–6, 6–4    |
| 1974 | Chris Evert (1)         | Virginia Wade           | 6–3, 5–7, 6–1    |
| 1975 | Chris Evert (2)         | Margaret Court          | 6–3, 6–2         |
| 1976 | Martina Navrátilová (1) | Chris Evert             | 6–3, 6–4         |
| 1977 | Martina Navrátilová (2) | Sue Barker              | 7–6(3), 7–5      |
| 1978 | Martina Navrátilová (3) | Billie Jean King        | 1–6, 6–2, 6–2    |
| 1979 | Martina Navrátilová (4) | Virginia Wade           | 6–3, 6–2         |
| 1980 | Billie Jean King (2)    | Martina Navrátilová     | 6–1, 6–3         |
| 1981 | Hana Mandlíková (1)     | Bettina Bunge           | 6–4, 6–4         |
| 1982 | Bettina Bunge           | Pam Shriver             | 6–2, 3–6, 6–2    |
| 1983 | Martina Navrátilová (5) | Sylvia Hanika           | 6–3, 7–6(5)      |
| 1984 | Hana Mandlíková (2)     | Manuela Maleeva         | 6–4, 6–2         |
| 1985 | Martina Navrátilová (6) | Elise Burgin            | 6–4, 6–1         |
| 1986 | Chris Evert-Lloyd (3)   | Kathy Rinaldi           | 6–4, 2–6, 6–4    |
| 1987 | Chris Evert (4)         | Martina Navrátilová     | 3–6, 6–1, 7–6(4) |
| 1988 | Chris Evert (5)         | Martina Navrátilová     | 6–0, 6–4         |
| 1989 | Monica Seles (1)        | Chris Evert             | 3–6, 6–1, 6–4    |
| 1990 | Katerina Maleeva        | Arantxa Sánchez Vicario | 6–1, 1–6, 6–4    |
| 1991 | Monica Seles (2)        | Mary Joe Fernández      | 6–4, 6–3         |
| 1992 | Monica Seles (3)        | Zina Garrison           | 6–1, 6–1         |
| 1993 | Conchita Martínez       | Sabine Hack             | 6–3, 6–2         |
| 1994 | Sabine Hack             | Mary Pierce             | 7–5, 6–4         |
| 1995 | Steffi Graf             | Åsa Svensson            | 6–1, 6–1         |

### Doppio
| Anno | Campionesse                                  | Finaliste                          | Punteggio           |
| ---- | -------------------------------------------- | ---------------------------------- | ------------------- |
| 1970 | Non disputato                                | Non disputato                      | Non disputato       |
| 1971 | Rosemary Casals (1) Billie Jean King (1)     | Judy Tegart Françoise Dürr         | 6–3, 1–6, 6–4       |
| 1972 | Non disputato                                | Non disputato                      | Non disputato       |
| 1973 | Mona Schallau Pam Teeguarden                 | Françoise Dürr Betty Stöve         | 6–3, 5–7, 6–4       |
| 1974 | Janet Newberry (1) Wendy Overton             | Sue Stap Virginia Wade             | 4–6, 7–5, 6–2       |
| 1975 | Françoise Dürr (1) Betty Stöve (1)           | Evonne Goolagong Virginia Wade     | 2–6, 6–3, 7–6(5–2)  |
| 1976 | Françoise Dürr (2) Rosemary Casals (2)       | Chris Evert Martina Navrátilová    | 6–0, 7–5            |
| 1977 | Martina Navrátilová (1) Betty Stöve (2)      | Sue Barker Ann Kiyomura            | 4–6, 6–2, 6–1       |
| 1978 | Billie Jean King (2) Martina Navrátilová (2) | Greer Stevens Mona Guerrant        | 7–6(4), 4–6, 7–6(4) |
| 1979 | Martina Navrátilová (3) Janet Newberry (2)   | Pam Shriver Betty Stöve            | 4–6, 6–4, 6–2       |
| 1980 | Billie Jean King (3) Ilana Kloss             | Betty Stöve Wendy Turnbull         | 3–6, 6–1, 6–4       |
| 1981 | Sue Barker Ann Kiyomura                      | Regina Maršíková Mary Lou Daniels  | 5–7, 6–4, 6–3       |
| 1982 | Kathy Jordan (1) Pam Shriver (1)             | Sue Barker Sharon Walsh            | 7–6(2), 6–2         |
| 1983 | Martina Navrátilová (4) Pam Shriver (2)      | Jo Durie Barbara Potter            | 6–4, 6–3            |
| 1984 | Mima Jaušovec Anne White                     | Barbara Potter Sharon Walsh        | 6–4, 3–6, 7–6(4)    |
| 1985 | Elise Burgin Martina Navrátilová (5)         | Manuela Maleeva Helena Suková      | 6–1, 3–6, 6–3       |
| 1986 | Chris Evert-Lloyd Wendy Turnbull             | Elise Burgin JoAnne Russell        | 6–2, 6–4            |
| 1987 | Kathy Jordan (2) Martina Navrátilová (6)     | Zina Garrison Lori McNeil          | 6–2, 6–4            |
| 1988 | Katrina Adams (1) Zina Garrison (1)          | Lori McNeil Martina Navrátilová    | 6(4)–7, 6–2, 6–4    |
| 1989 | Katrina Adams (2) Zina Garrison (2)          | Gigi Fernández Lori McNeil         | 6–3, 6–4            |
| 1990 | Non completato                               | Non completato                     | Non completato      |
| 1991 | Jill Hetherington Kathy Rinaldi              | Patty Fendick Mary Joe Fernández   | 6–1, 2–6, 6–1       |
| 1992 | Patty Fendick Mary Joe Fernández             | Jill Hetherington Kathy Rinaldi    | 7–5, 6–4            |
| 1993 | Katrina Adams (3) Manon Bollegraf (1)        | Evgenija Manjukova Radka Zrubáková | 6–3, 5–7, 7–6(7)    |
| 1994 | Manon Bollegraf (2) Martina Navrátilová (7)  | Katrina Adams Zina Garrison        | 6–4, 6–2            |
| 1995 | Nicole Arendt Manon Bollegraf (3)            | Wiltrud Probst Rene Simpson        | 6–4, 6–2            |